# Moyuka Uchijima
Moyuka Uchijima (内島 萌夏, Uchijima Moyuka), née le 11 août 2001 à Kuala Lumpur (Malaisie), est une joueuse de tennis japonaise, professionnelle depuis 2018.

## Carrière professionnelle
Elle débute sur le circuit WTA en 2022 lors du tournoi WTA 125 de Concord. En simple, elle est éliminée au 1er tour alors qu'en double, elle parvient en finale du tournoi. Elle atteint aussi la finale du W60 de Tokyo perdue face à Wang Xinyu.
En Grand Chelem, elle joue son 1er match à l'Open d'Australie 2023.
La même année, alors qu'elle n'a jamais intégré le top 100, elle obtient des victoires sur des joueuses ayant été bien mieux classées qu'elle : Nao Hibino à Stanford, Jessika Ponchet à Guangzhou ou encore Lesia Tsurenko à Zhengzhou.

### 2024: titre en double, 4 victoires en circuit secondaire, top 100
Au printemps 2024, elle remporte 3 titres ITF W100 et 1 W75 qui lui permettent d'être nommée joueuse du mois de mai 2024 l'ITF.
Elle gagne son premier tournoi à Pune en janvier. Puis, Saragosse en Espagne en avril, éliminant Arantxa Rus au premier tour (1-6 7-5 6-4). Elle obtient son troisième titre à Gifu à domicile. Elle complète son palmarès avec une victoire à Trnava en Slovaquie. Elle enchaine avec une autre victoire en Europe au W100 de Madrid. Elle l'emporte face à Leyre Romero Gormaz en finale (5-7 6-4 7-5).
En novembre 2024, elle gagne en double avec sa partenaire chinoise Guo Hanyu son 1er titre WTA 250 à Jiujiang à peine 2 mois après être parvenue en finale du tournoi de Hua Hin.

### 2025: première victoire sur une top 5, 1/4 de finale à Madrid
À l'Open d'Australie, elle remporte sa première victoire dans ce tournoi en éliminant la 40e mondiale, Magda Linette, avant de s'incliner dans un match serré contre la 15e mondiale, Mirra Andreeva (4-6, 6-3, 6-7).
Échouant ensuite au premier tour des différents tournois où elle est inscrite, elle doit attendre Dubaï pour renouer avec la victoire : elle élimine Jeļena Ostapenko en deux sets (6-3, 6-3), avant de perdre contre Elena Rybakina, 7e mondiale.
Elle bat Emma Raducanu (55e mondiale) au premier tour d'Indian Wells puis Coco Gauff l'élimine dans un match serré (6-4, 3-6 7-6). À Miami, elle élimine Suzan Lamens (6-4, 6-3) puis perd contre Anna Kalinskaya (6-1 6-3).
À Madrid, elle enchaîne les victoires : elle bat Robin Montgomery (1-6, 6-4, 6-3) puis une ex-lauréate du tournoi, Ons Jabeur (4-6, 6-3, 6-4), puis la no 3 mondiale, Jessica Pegula (6-3, 6-2), et Ekaterina Alexandrova (6-4 7-6). Elle finit par s'incliner en 55 minutes en quart de finale face à Elina Svitolina (6-2, 6-1).

## Palmarès

### Titre en double dames
| No | Date       | Nom et lieu du tournoi | Catégorie | Dotation  | Surface    | Partenaire | Finalistes                    | Score     |          |
| -- | ---------- | ---------------------- | --------- | --------- | ---------- | ---------- | ----------------------------- | --------- | -------- |
| 1  | 28-10-2024 | Jiangxi Open Jiujiang  | WTA 250   | 267 082 $ | Dur (ext.) | Guo Hanyu  | Katarzyna Piter Fanny Stollár | 7-65, 7-5 | Parcours |

### Finale en double dames
| No | Date       | Nom et lieu du tournoi  | Catégorie | Dotation  | Surface    | Vainqueures                     | Partenaire   | Score    |          |
| -- | ---------- | ----------------------- | --------- | --------- | ---------- | ------------------------------- | ------------ | -------- | -------- |
| 1  | 16-09-2024 | Thailand Open 2 Hua Hin | WTA 250   | 267 082 $ | Dur (ext.) | Anna Danilina Irina Khromacheva | Eudice Chong | 6-4, 7-5 | Parcours |

### Finale en double en WTA 125
| No | Date       | Nom et lieu du tournoi          | Catégorie | Dotation  | Surface    | Vainqueures                   | Partenaire         | Score     |          |
| -- | ---------- | ------------------------------- | --------- | --------- | ---------- | ----------------------------- | ------------------ | --------- | -------- |
| 1  | 08-08-2022 | Thoreau Tennis Open 125 Concord | WTA 125   | 115 000 $ | Dur (ext.) | Varvara Flink Coco Vandeweghe | Peangtarn Plipuech | 6-3, 7-63 | Parcours |

## Parcours en Grand Chelem

### En simple dames
| Année | Open d'Australie | Open d'Australie | Internationaux de France | Internationaux de France | Wimbledon       | Wimbledon      | US Open        | US Open         |
| ----- | ---------------- | ---------------- | ------------------------ | ------------------------ | --------------- | -------------- | -------------- | --------------- |
| 2022  | —                | —                | Q3                       | Jule Niemeier            | Q1              | Fiona Ferro    | Q3             | Elina Avanesyan |
| 2023  | 1er tour (1/64)  | Bernarda Pera    | Q3                       | Arantxa Rus              | Q2              | Sofia Kenin    | Q3             | Vera Zvonareva  |
| 2024  | Q2               | Fiona Ferro      | 2e tour (1/32)           | Aryna Sabalenka          | 1er tour (1/64) | Ons Jabeur     | 2e tour (1/32) | Jule Niemeier   |
| 2025  | 2e tour (1/32)   | Mirra Andreeva   | 1er tour (1/64)          | Nao Hibino               | 1er tour (1/64) | Diana Shnaider |                |                 |

N.B. : à droite du résultat se trouve le nom de l'ultime adversaire.

### En double dames
| Année | Open d'Australie                                                                       | Open d'Australie                                                                      | Internationaux de France                                                            | Internationaux de France | Wimbledon                                                                        | Wimbledon                                                                      | US Open | US Open |
| ----- | -------------------------------------------------------------------------------------- | ------------------------------------------------------------------------------------- | ----------------------------------------------------------------------------------- | ------------------------ | -------------------------------------------------------------------------------- | ------------------------------------------------------------------------------ | ------- | ------- |
| 2023  | 2e tour (1/16) Wang Xn. \|\| style="text-align:left;" \| C. Gauff J. Pegula            | —                                                                                     | —                                                                                   | —                        | —                                                                                | —                                                                              | —       |         |
| 2024  | —                                                                                      | —                                                                                     | —                                                                                   | —                        | 1er tour (1/32) E. Hozumi \|\| style="text-align:left;" \| A. Blinkova M. Sherif | 1er tour (1/32) Yuan Y. \|\| style="text-align:left;" \| A. Muhammad H. Watson |         |         |
| 2025  | 1er tour (1/32) A. Bondár \|\| style="text-align:left;" \| E. Cocciaretto L. Samsonova | 2e tour (1/16) S. Aoyama \|\| style="text-align:left;" \| B. Haddad Maia L. Siegemund | 1er tour (1/32) A. Bondár \|\| style="text-align:left;" \| T. Townsend K. Siniaková |                          |                                                                                  |                                                                                |         |         |

N.B. : le nom de la partenaire se trouve sous le résultat ; les noms des ultimes adversaires se trouvent à droite.

## Parcours en WTA 1000
Les tournois WTA « Premier Mandatory » et « Premier 5 » (entre 2009 et 2020) et WTA 1000 (à partir de 2021) constituent les catégories d'épreuves les plus prestigieuses, après les quatre levées du Grand Chelem. 

De 2009 à 2023, les tournois Premier Mandatory (dits tournois WTA 1000 obligatoires entre 2021 et 2023) regroupent Indian Wells, Miami, Madrid et Pékin, les autres constituant les tournois Premier 5 (tournois WTA 1000 non-obligatoires). À partir de 2024, le nombre de tournois WTA 1000 passe à 10 par saison (fin de l’alternance Doha / Dubaï), ces derniers devenant tous obligatoires et offrant tous 1000 points à la vainqueure (contre 900 points précédemment pour les tournois Premier 5).

### En simple dames
| Année |       |                               |                            |                         |                              |                            |                        |                             |                           |                           |                              |                              |
| Doha  | Dubaï | Indian Wells                  | Miami                      | Madrid                  | Rome                         | Canada                     | Cincinnati             | Pékin                       | Wuhan                     | Wuhan                     |                              |                              |
| Doha  | Dubaï | Indian Wells                  | Miami                      | Madrid                  | Rome                         | Canada                     | Cincinnati             | Pékin                       | Wuhan                     | Wuhan                     |                              |                              |
| Doha  | Dubaï | Indian Wells                  | Miami                      | Madrid                  | Rome                         | Canada                     | Cincinnati             | Pékin                       | Wuhan                     | Wuhan                     |                              |                              |
| 2024  |       |                               |                            |                         |                              |                            |                        | 2e tour (1/16) L. Samsonova |                           | 2e tour (1/32) M. Linette | 1er tour (1/32) K. Rakhimova | 1er tour (1/32) K. Rakhimova |
| 2025  |       | 1er tour (1/32) Y. Putintseva | 2e tour (1/16) E. Rybakina | 2e tour (1/32) C. Gauff | 2e tour (1/32) A. Kalinskaya | 1/4 de finale E. Svitolina | 1er tour (1/64) E. Lys | 1er tour (1/64) M. Bouzková | 1er tour (1/64) C. Osorio |                           |                              |                              |

Sous le résultat, l’ultime adversaire.
1. 1 2   Les tournois de Doha et Dubaï alternent le statut de tournoi WTA 1000 (ex Premier 5) entre 2009 et 2023 : les trois premières éditions ont lieu à Dubaï, les trois suivantes à Doha, puis Dubaï accueille le tournoi de cette catégorie les années impaires et Dubaï les années paires. De 2011 à 2023, la ville qui n’accueille pas de WTA 1000 organise à la place un tournoi WTA 500 (ex Premier).
2. 1 2 3 4 5 6   L’ordre de déroulement des tournois a évolué depuis 2009 : Rome se dispute avant Madrid et Cincinnati avant Montréal/Toronto jusqu’en 2010, tandis que Tokyo (2009-2013)-Wuhan (2014-2019, 2024-)-Guadalajara (2022-2023) ont lieu avant Pékin jusqu’en 2023.

## Parcours aux Jeux olympiques

### En simple dames
| # | Date       | Nom de l'olympiade         | Surface             | Résultat        | Ultime adversaire | Score    |          |
| - | ---------- | -------------------------- | ------------------- | --------------- | ----------------- | -------- | -------- |
| 1 | 27/07/2024 | Olympic Tennis Event Paris | Terre battue (ext.) | 1er tour (1/32) | Elina Svitolina   | 6-2, 6-1 | Parcours |

## Records et statistiques

### Victoires sur le top 10
Toutes ses victoires sur des joueuses classées dans le top 10 de la WTA lors de la rencontre.
| Légende         |
| Grand Chelem    |
| Jeux olympiques |
| Masters         |
| WTA 1000        |
| WTA 500         |
| WTA 250         |
| Fed Cup         |

| # |       |  | Tournoi | Année | Surface      |  | Adversaire     | Rang | Tour | Score    | Tableau |
| - | ----- |  | ------- | ----- | ------------ |  | -------------- | ---- | ---- | -------- | ------- |
| 1 | no 56 |  | Madrid  | 2025  | Terre battue |  | Jessica Pegula | no 3 | 1/16 | 6-3, 6-2 | Tableau |

## Classements WTA en fin de saison
| Année          | 2017 | 2018 | 2019 | 2020 | 2021 | 2022 | 2023 | 2024 |
| Rang en simple | 807  | 394  | 579  | 492  | 499  | 105  | 181  | 56   |
| Rang en double | 1261 | 850  | 260  | 240  | 312  | 124  | 145  | 114  |

Source : (en) Classements de Moyuka Uchijima sur le site officiel de la Fédération internationale de tennis